# Deepcool
Deepcool (китайський: 九州风神) є виробником і постачальником термічної продукції для настільних комп'ютерів, ноутбуків та серверів. Він був заснований у Пекіні в 1996 році. Його завод зараз розташований у Шеньчжені. Фабрика Deepcool працює близько 700 чоловік і має площу будівництва 20 000 квадратних метрів. Це визнано ISO9001: 2000 та ISO14001. Назва компанії їм надихнула суперкомп'ютер IBM Deep Blue.

## Історія
1996 рік — дата заснування компанії.
2003 рік — вихід на світовий ринок, отримання сертифікату CE відповідно до стандарту Європейського Союзу, а також сертифіката FCC Американської Федеральної комісії зі зв'язку.
2010 рік — випуск перших моделей серії Gamer Storm, орієнтованих на геймерську аудиторію, для складання продуктивних комп'ютерних ігрових систем. На даний момент серія налічує понад 30 моделей корпусів, процесорних кулерів і вентиляторів.

## Продукти
Команда дослідників і розробників зосереджується на дизайні. Асортимент включає охолодження процесора, охолодження відеокарти, охолодження жорсткого диска, серверне охолодження, вентилятори комп'ютера та інші периферійні пристрої охолодження. Продукти підтверджені CE, Федеральна комісія зв'язку США (FCC), андеррайтерські лабораторії та відповідно до RoHS.
Поточні флагманські продукти Deepcool включають Gamer Storm, Ice Warrior, Killer Whale Premium і Ice Blade Pro.

### Перелік продукції

#### CPU кулера дляПК
- Assassin
- Gammaxx
- Ice
- Lucifer
- Neptwin
- Frostin
- Fiend Shark

#### Водяне охолодження
- Captain
- Maelstrom

#### Корпуса
- Genome
- Tristellar
- Dukase
- Landking
- Kendomen
- Pangu
- Smarter
- Steam Castle
- Tesseract

#### Блоки живлення
- DA
- DQ
- DN
- DE

#### CPU кулера для ноутбуків
- E
- M
- N
- U
- Wind Pal
- WindWheel
- X

#### Побутова електроніка
- V
- I
- M-Desk

### Аксесуари

##### Додаткове охолодження
- TF
- GF
- GS
- UF
- Wind Blade
- Xfan

##### GPU охолодження
- V-серія

##### Шлейфи
- PEC 250

##### Коврики для миші
- E-Pad
- D-Pad